# 辻知恵
辻 知恵（つじ ちえ、旧姓：名取、1969年8月9日 - ）は、日本の元女子バレーボール選手、指導者である。

## 来歴
山梨県甲府市出身。増穂商業高校時代、高校生で唯一、ブロード攻撃の出来るセンタープレイヤーとして注目され、春高バレー（3位）・インターハイ等で活躍した。
1988年、当時のダイエー米田一典監督の薦めで、セッターとして入社。2年目からレギュラーとして活躍する。
1995年、ダイエー退社。その後、1994年度全日本代表時に知り合った辻智之コーチと結婚、富士通（長野）でのプレーを経て、1998年4月より夫婦で茂原アルカス（日立茂原）の指導（選手兼任）に当たり、チームをVリーグ（プレミアリーグ）昇格へ導いた。
1990年、全日本代表初選出。2004年、史上最年長（35歳）でアテネオリンピック代表に選ばれる。試合出場機会は無かったが、史上初の全日本代表ママさん選手としてチームを内面から支えた。
2005年、現役引退。
2007年4月、女子9人制の山梨中央銀行女子バレーボール部総監督に就任（現在は女子6人制の監督）。2012年10月のぎふ清流国体では山梨県代表（山梨中央銀行の単独チーム）の選手として出場し、1回戦で熊本県（フォレストリーヴズ熊本の単独チーム）を破り、準々決勝で愛知県（トヨタ車体の単独チーム）相手に健闘するなど気を吐き、久しぶりに元気なプレー姿を見せた。

## エピソード
- 吉原知子が主将になった2003年度全日本代表は意識が大きく変わり、チーム力もアップした。監督の柳本晶一は第1次候補リストに入りながら一旦辞退していた辻に再度代表入りを依頼した。当時第2セッターだった内田役子が怪我で離脱した事もあるが、吉原を支える精神的支柱と竹下のバックアップ的存在として適任と判断したのが理由である。
- 試合への出場は少なかったが、辻が裏方としてレギュラー選手の洗濯を黙々としている姿を見て佐々木みきや大山加奈などの若手選手は、モチベーションを下げることなく戦うことができた。

## 球歴
- 全日本代表 - 1990年、1994年、2003-2004年
- 全日本代表としての主な国際大会出場歴
  - オリンピック - 2004年
  - 世界選手権 - 1990年、1994年
  - ワールドカップ - 2003年

## 所属チーム
- 増穂商業高等学校
- ダイエーオレンジアタッカーズ（1988-1995年）
- 富士通長野（1995-1998年）
- 茂原アルカス（1998-2005年）